# Volturno
Volturno (w starożytności znana jako Volturnus, od łac. volvere; „kołysać, falować”) – rzeka płynąca w środkowej części Półwyspu Apenińskiego, we Włoszech. Należy do zlewiska Morza Tyrreńskiego.

## Geografia
Rzeka o długości 175 km, powierzchnia dorzecza wynosi ok. 5,5 tys. km². Źródła Volturno znajdują się w Apeninie Abruzyjskim, w środkowej części Gór Apenińskich, na wysokości ok. 500 m n.p.m., nieopodal miejscowości Rocchetta a Volturno. Początkowo Volturno płynie w kierunku południowo-wschodnim aż do połączenia z rzeką Calore niedaleko Caiazzo, kiedy to zmienia kierunek biegu na południowy aż do miejscowości Venafro, następnie skręca na południowy zachód, przepływa obok miasta Kapua, i uchodzi do Zatoki Gaeckiej w Castel Volturno, na północny zachód od Neapolu.

## Historia
Rzeka zawsze miała istotne znaczenie militarne, kolonia Volturnum została założona przez Rzymian w 194 p.n.e., przy ujściu na południowym brzegu; obecnie znajduje się ok. 1,5 km w głąb lądu. Podczas oblężenia Capui przez wojska rzymskie umiejscowiony w tym miejscu fort, wraz z Puteoli, służył jako źródło zaopatrzenia dla armii rzymskiej. Oktawian August założył tutaj kolonię dla weteranów. Via Domitiana z Sinuessa do Puteoli przecinała rzekę w tym miejscu, część z pozostałości po moście jest widocznych do dziś. Rzeka była wykorzystywana do żeglugi aż do wysokości Capui.
W 554, bizantyjski generał Narses, podczas wojen gockich pokonał armię frankisko-alamańską niedaleko rzeki Volturno.
W następstwie inwazji na południowe Włochy w 1860, dokonanej przez rewolucjonistów włoskich pod przywództwem Giuseppe Garibaldiego, Franciszek II, król Obojga Sycylii zbiegł wraz z wojskiem z Neapolu i zajął pozycje obronne na południowym brzegu rzeki. W dniu 1 października 1860 roku doszło do zwycięskiej dla rewolucjonistów bitwy nad rzeką Volturno.